# Audi Q3
Audi Q3 — компактний SUV від німецького автовиробника з Інгольштадта, що виготовляється з 2011 року.

## Перше покоління 8U

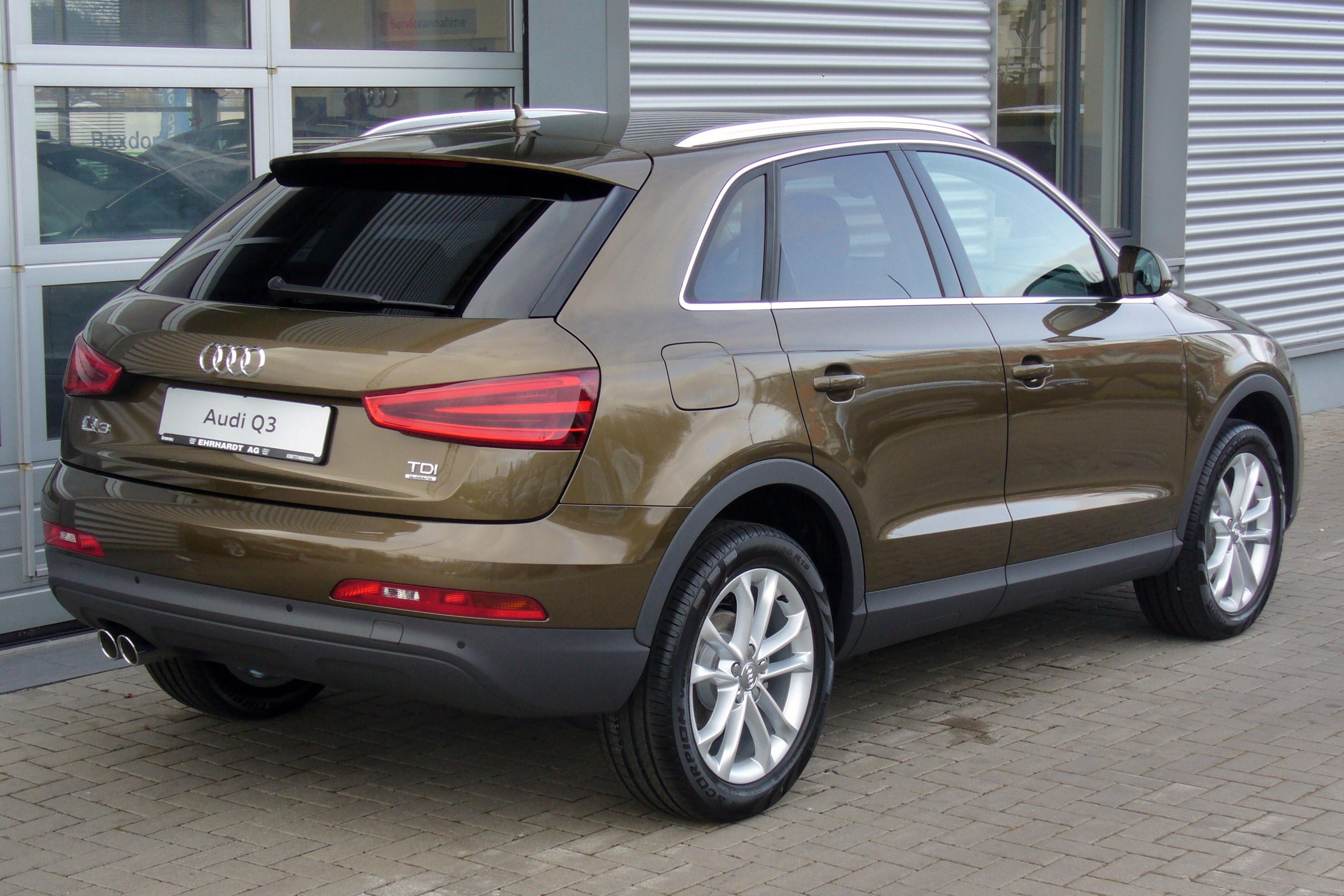
Audi Q3 2.0 TDI (2011-2014)

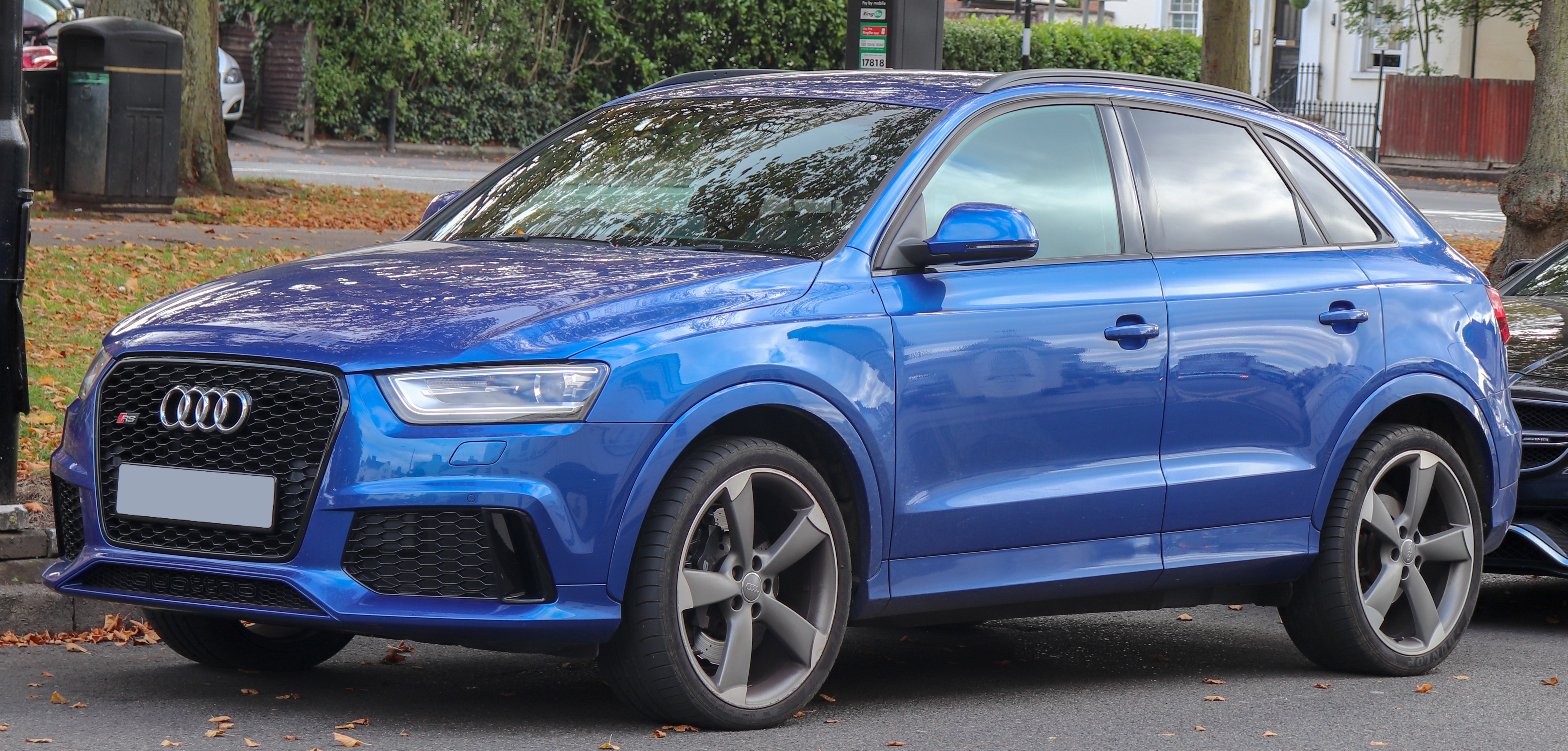
Audi RS Q3

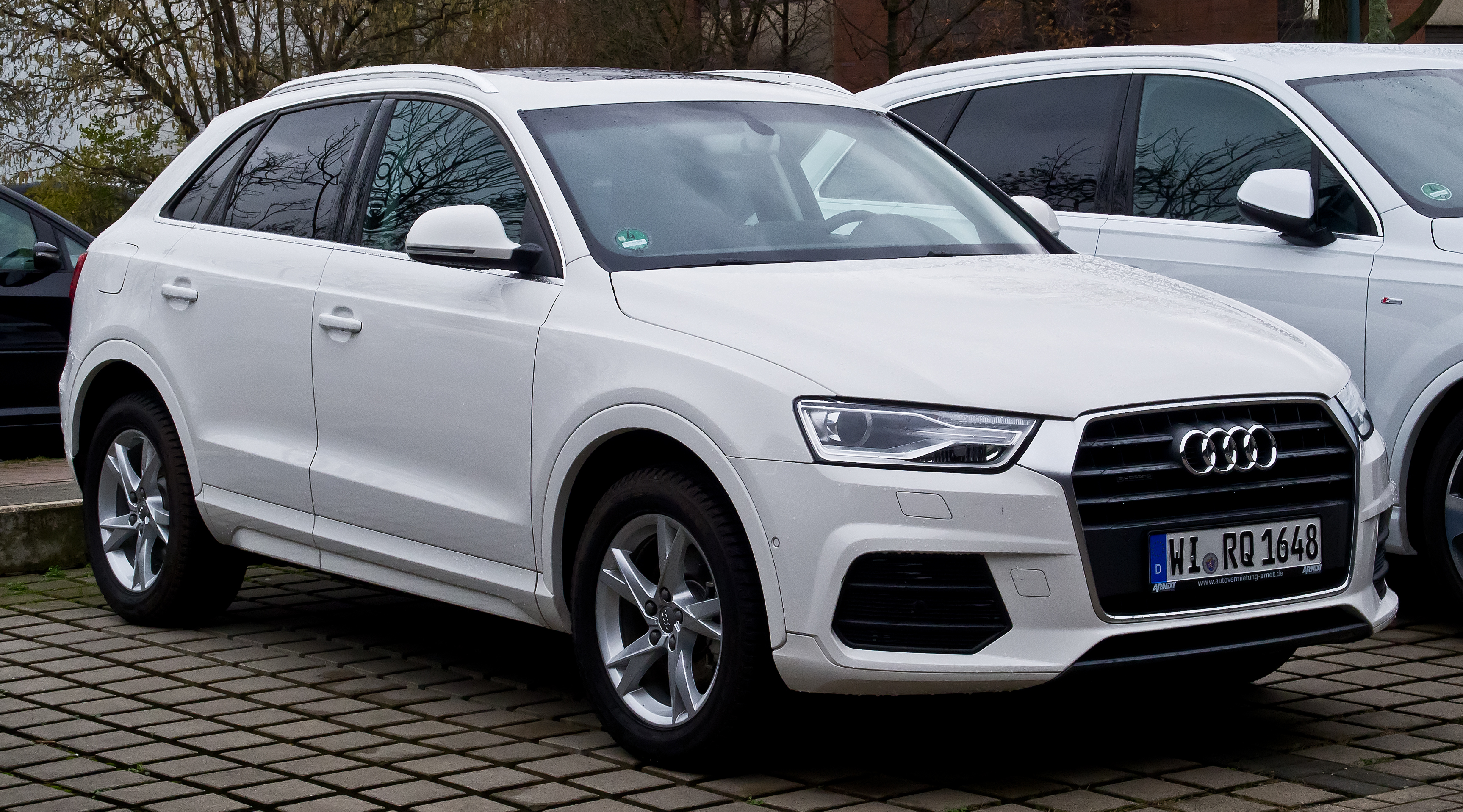
Audi Q3 (з 2014)

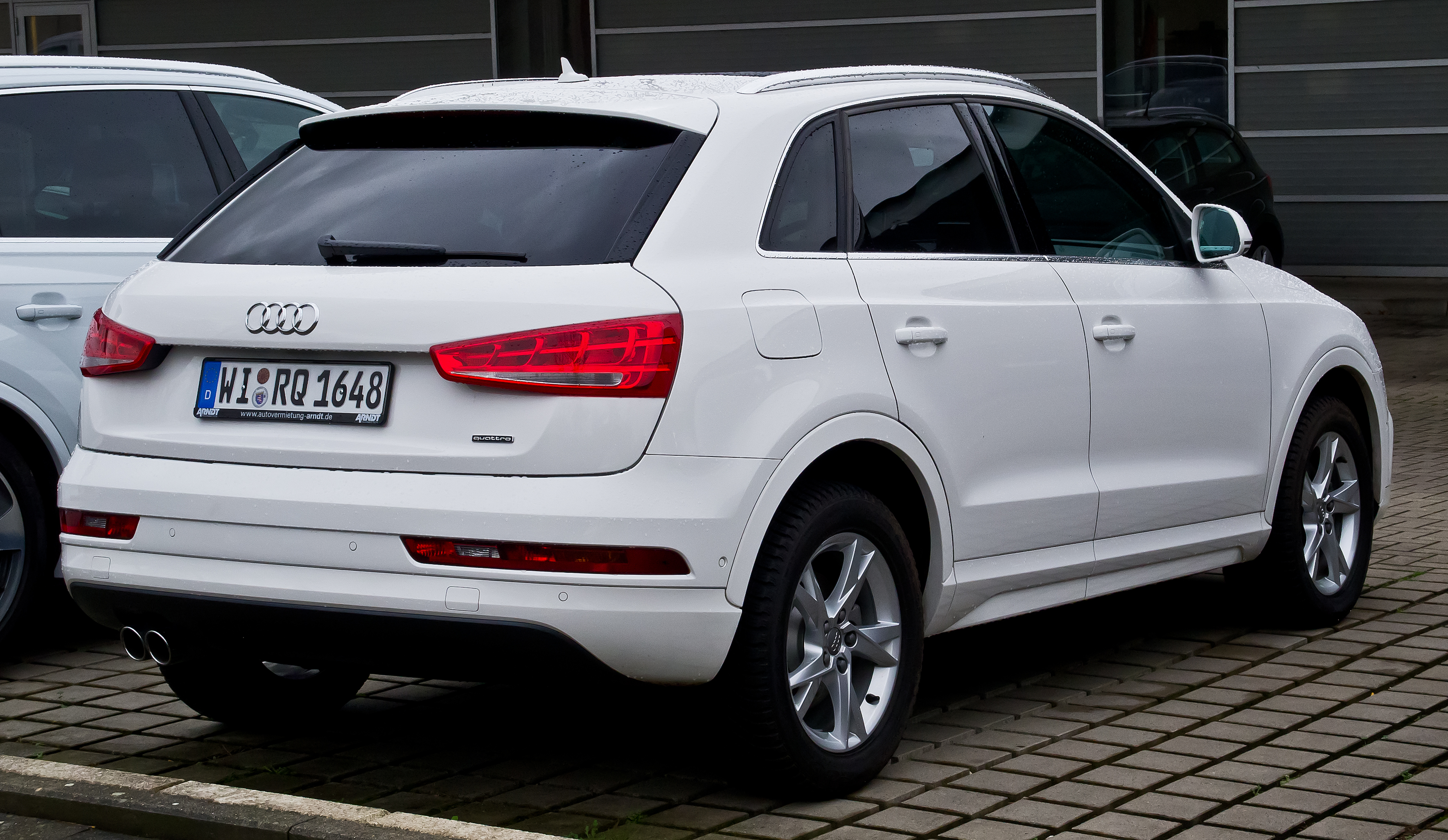
Audi Q3 (з 2014)

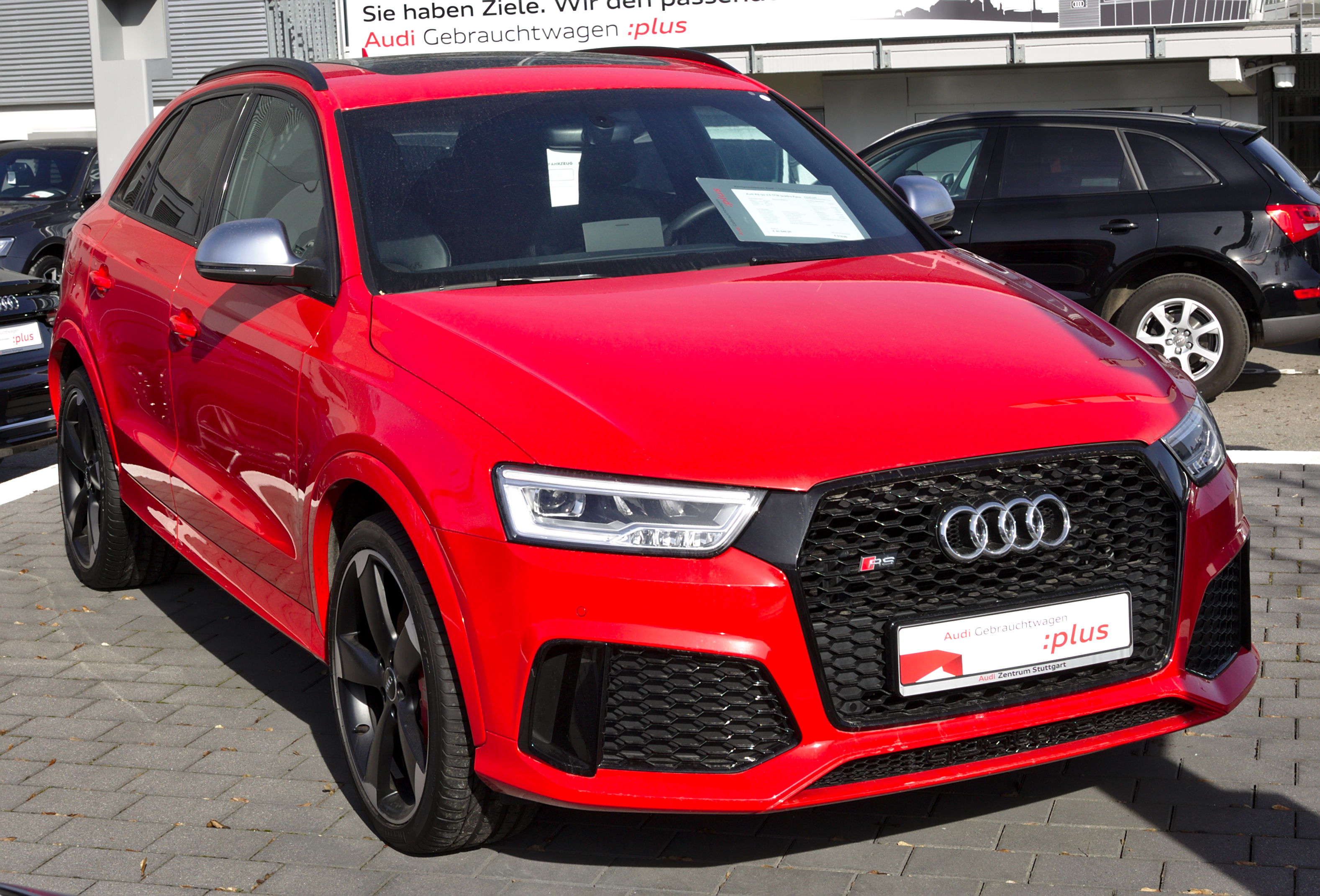
Audi RS Q3 (з 2015)

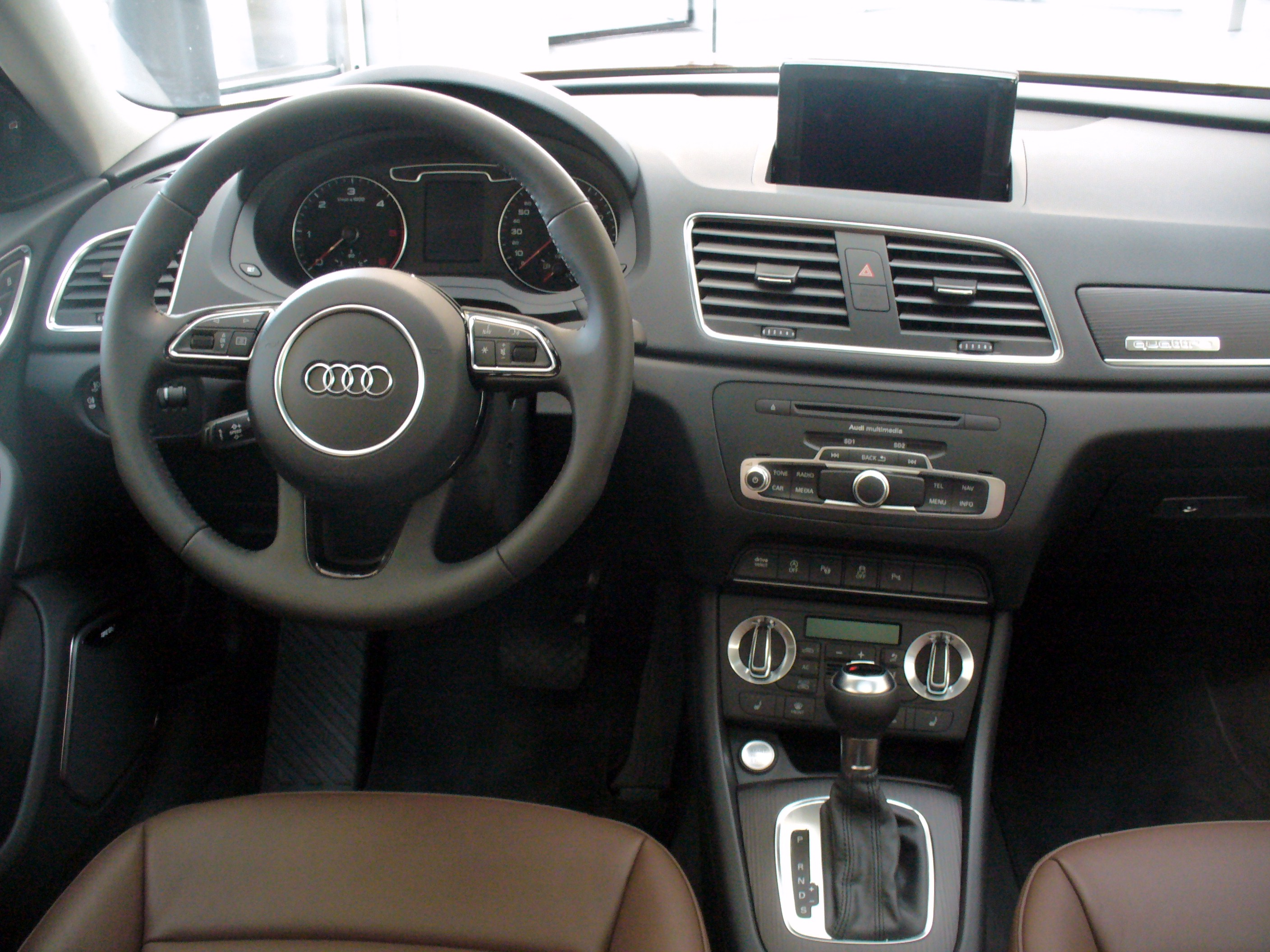
Салон Audi Q3

Автомобіль побудований на платформі PQ35, яка використовується в багатьох автомбілях VAG: Volkswagen Tiguan, Volkswagen Golf 6, Audi A3 2 та інші. 
Базова версія Q3 з 140-сильним дизельним двигуном має передній привід, інші модифікації оснащуються оновленою повнопривідною трансмісією Quattro на базі муфти Haldex. Коробки передач: шестиступінчаста «механіка», шести- і семиступінчастий «роботи», а в Північній Америці була ще дволітрова двухсотсільний версія з класичним шестиступінчастим "автоматом" Aisin.
На Женевському автосалоні в березні 2013 року представлена потужна Audi RS Q3 з двигуном 2.5 TFSI потужністю 310 к.с., а пізніше 340 к.с. На вершині гами розташувався RS Q3 performance на 367 к.с. і 465 Нм, здатний набирати першу сотню з нуля за 4,4 с.
Позашляховик Ауді Ку3 був модернізований в 2015 році. Тому в 2016 році з'явилося лише кілька змін, які включають стандартну камеру заднього огляду і USB порт, який замінив дратівливий кабель медіа-інтерфейсу, запатентований компанією Audi.Керуючи автомобілем Audi Q3, ви усвідомлюєте, що їдете за кермом невеликого позашляховика за рахунок його висоти. Реакція автомобіля на поворот керма швидка, а відхилення кузова незначні. Зусилля, необхідне для повороту рульового колеса, відповідає вашим очікуванням, але зворотного зв'язку недостатньо. Під час нашого тестування, Ауді Q3 рухався зі швидкістю 82,3 км/год і, в цілому отримав, хороші відгуки від водіїв.
Автомобіль оснащується бензиновими двигунами потужністю 170 і 211 к.с. (Розгін до 100 км/год - 6.9 с) і дизельними агрегатами потужністю 140 і 177 кінських сил.

### Двигуни
| Модель           | Двигун:                          | Система живлення: | Діаметр цмліндра × хід поршня: | Ступінь стиску: | Потужність:                            | Крутний момент             | 0-100 км/год: | V-макс:    | Середня витрата пального |
| Бензинові:       | Бензинові:                       | Бензинові:        | Бензинові:                     | Бензинові:      | Бензинові:                             | Бензинові:                 | Бензинові:    | Бензинові: | Бензинові:               |
| ---------------- | -------------------------------- | ----------------- | ------------------------------ | --------------- | -------------------------------------- | -------------------------- | ------------- | ---------- | ------------------------ |
| 2.0 TFSI         | Р4 2,0 l (1984 см³), DOHC, turbo | вприск FSI        | 82,50 мм × 92,80 мм            | 9,6:1           | 170 к.с. (125 кВт) при 4300-6200 об/хв | 280 Нм при 1700-4200 об/хв | 8,2 с         | 212 км/год | 7,3 л / 100 км           |
| 2.0 TFSI         | Р4 2,0 l (1984 см³), DOHC, turbo | вприск FSI        | 82,50 мм × 92,80 мм            | 9,6:1           | 211 к.с. (155 кВт) при 5000-6200 об/хв | 300 Нм при 1800-4900 об/хв | 6,9 с         | 230 км/год | 7,7 л / 100 км           |
| 2.5 TFSI (RS Q3) | P5 2,5 l (2480 см³), DOHC, turbo | вприск FSI        | 82,50 мм × 92,80 мм            | 10:1            | 310 к.с. (228 кВт) при 5200-6700 об/хв | 420 Нм при 1500-5200 об/хв | 5,5 с         | 250 км/год | 8,8 л / 100 км           |
| Дизельні:        |                                  |                   |                                |                 |                                        |                            |               |            |                          |
| 2.0 TDI          | Р4 2,0 l (1968 cm³), DOHC, turbo | common rail       | 81,00 мм × 95,50 мм            | 16,0:1          | 140 к.с. (103 кВт) при 4200 об/хв      | 320 Нм при 1750-2500 об/хв | 9,9 с         | 202 км/год | 5,2 л / 100 км           |
| 2.0 TDI          | Р4 2,0 l (1968 см³), DOHC, turbo | common rail       | 81,00 мм × 95,50 мм            | 16,0:1          | 177 к.с. (130 кВт) при 4200 об/хв      | 380 Нм при 1750-2500 об/хв | 8,2 с         | 212 км/год | 5,9 л / 100 км           |

## Друге покоління F3

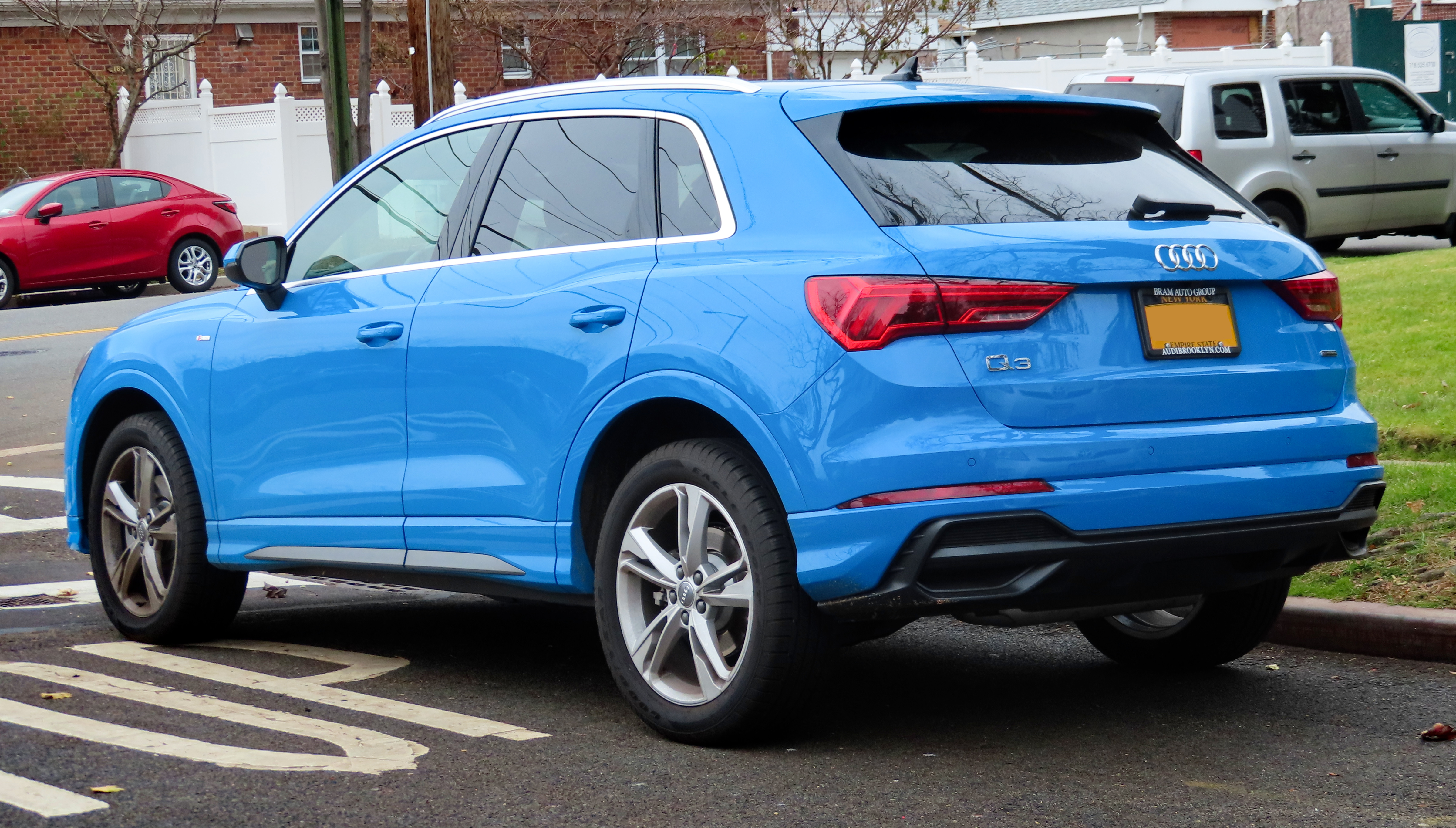
Audi Q3 Quattro S-Line

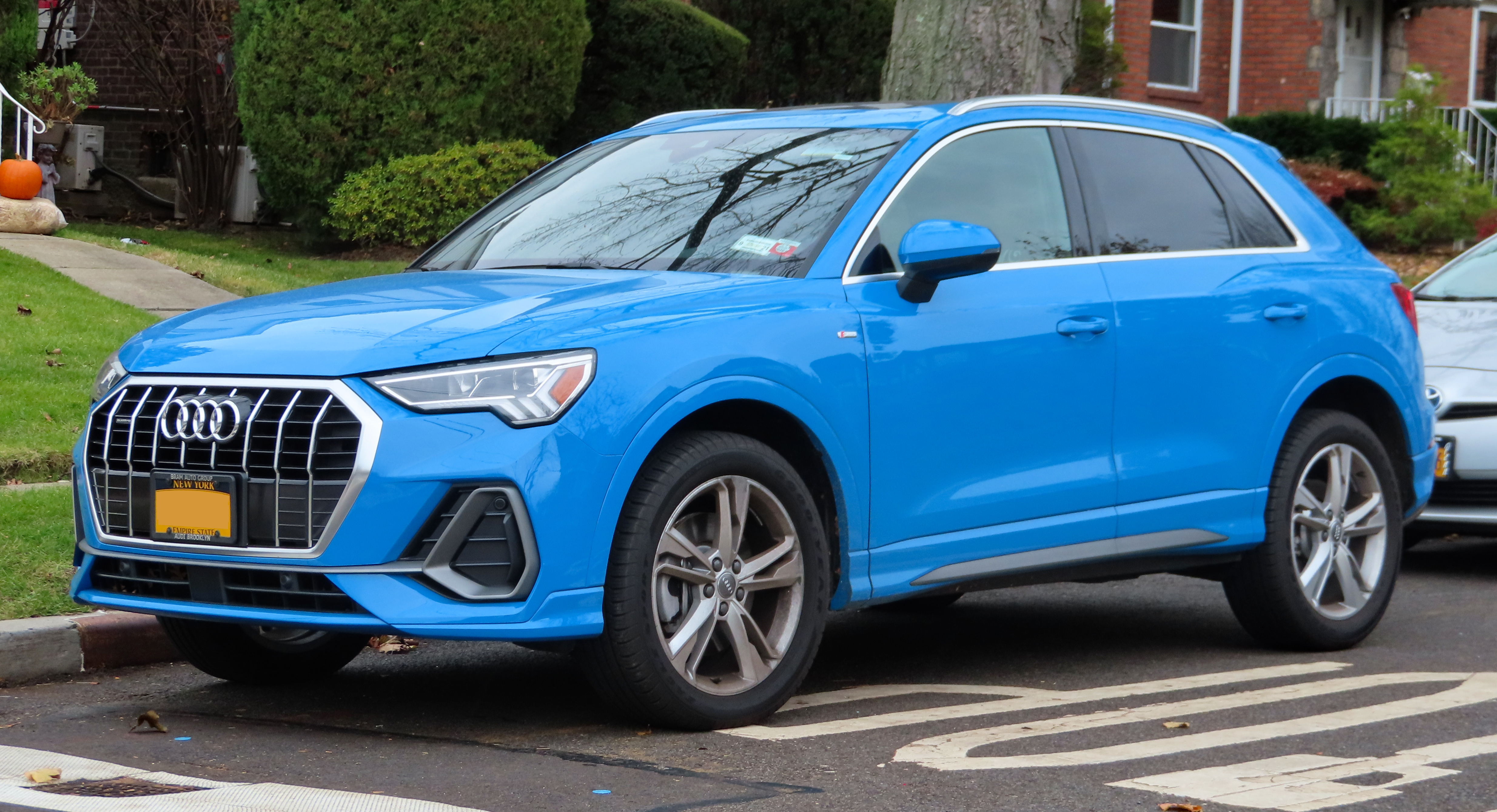
Audi Q3 Quattro S-Line

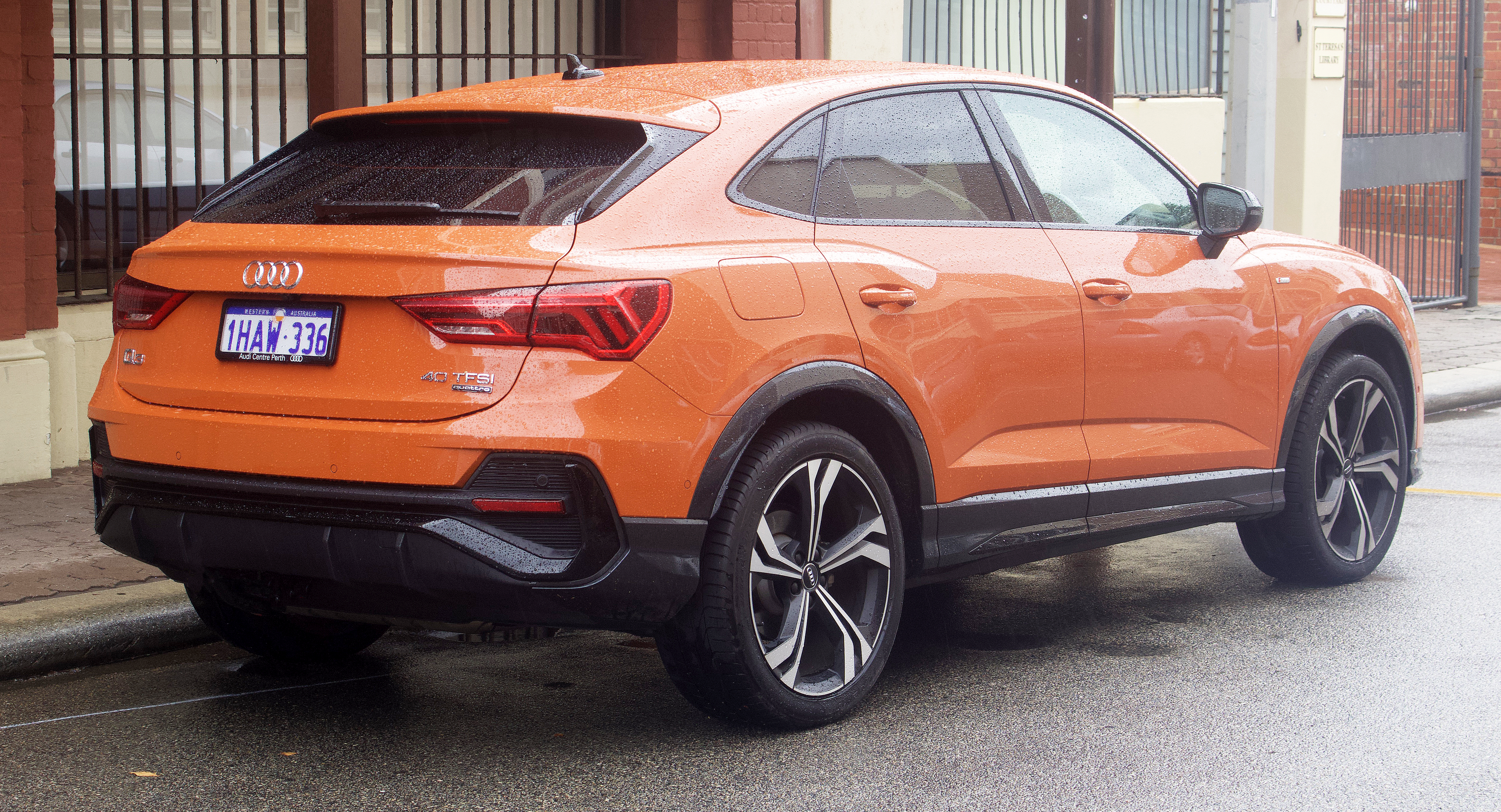
Audi Q3 Sportback

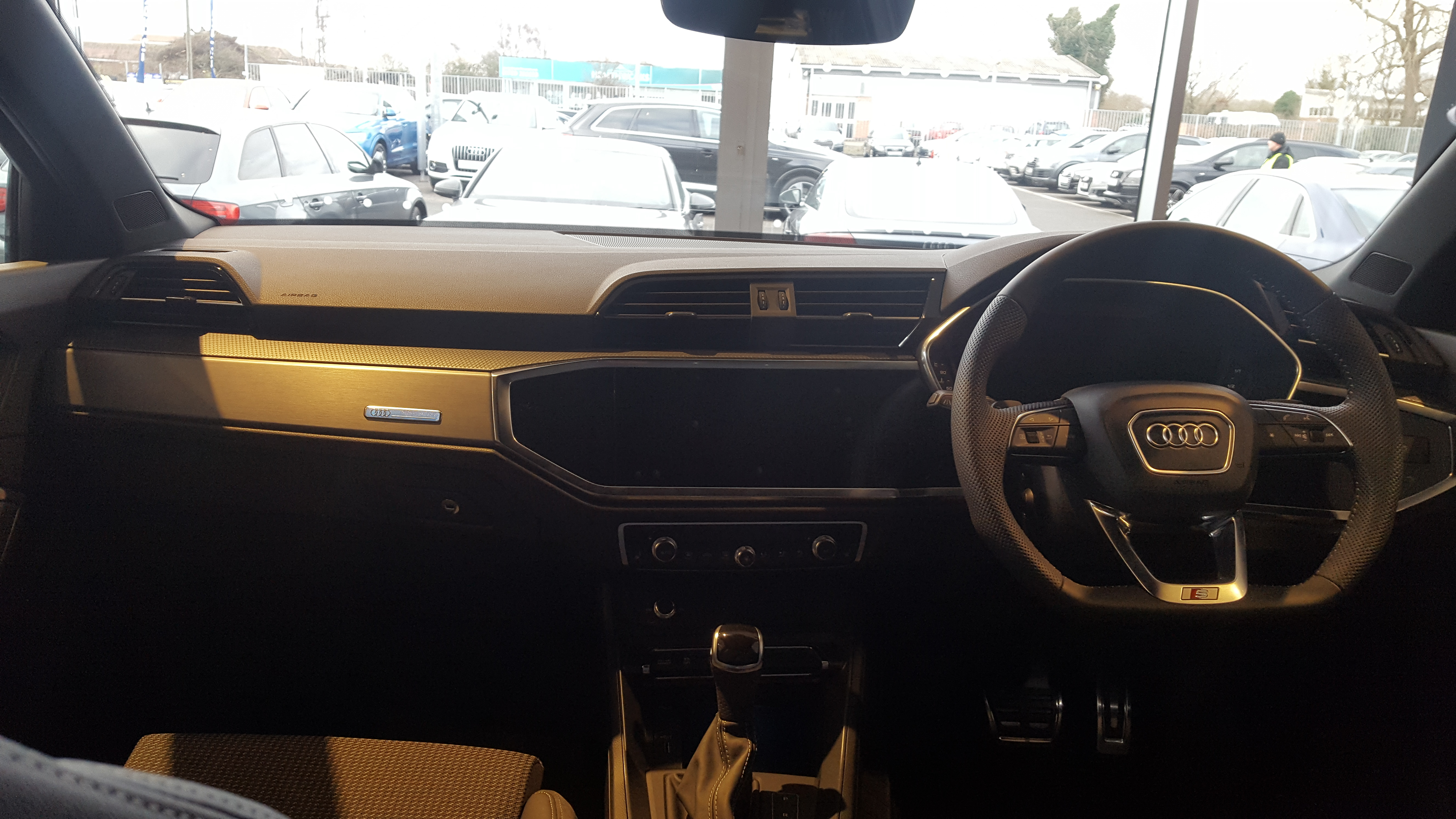
Audi Q3 35 TFSI

Друге покоління кросовера Audi Q3 перебралося з давньої платформи PQ35 на модульну MQB (підвіски: McPherson спереду і чотириважільна ззаду). Зовнішність також змінився суттєво: Марк Ліхт подарував моделі агресивний незграбний екстер'єр з оглядкою не стільки на Q2 або Q5, скільки на флагманський Q8, а фари новинки сильно нагадують оптику «і-трону» (фар, до речі, три версії, все світлодіодні, а старші - матричні).
Довжина моделі дорівнює 4485 (+97 мм в порівнянні з попередником), ширина - 1856 (+25 мм), висота - 1 585 (-5 мм), колісна база - 2680 (+77). Діаметр колісних дисків в залежності від комплектації - 17 або 18 дюймів, як опція - 20.
На момент старту продажів німці приготували для «кю-третього» три бензинових і один дизельний чотирициліндрові двигуни, віддача яких варіюється від 150 до 230 к.с., а поєднуються вони з шестиступінчастою "механікою" або семишвидкісним «роботом» S tronic. Привід може бути передній або повний. У вигляді опції пропонується система зміни режимів руху з шістьма програмами (Auto, Comfort, Dynamic, Off-Road, Efficiency і Individual), які впливають на відгук педалі газу, роботу підсилювача керма, трансмісії і опціональною адаптивної підвіски. В якості альтернативи можна буде замовити більш жорстку спортивну підвіску (стандарт з пакетом S line), в комплекті з якою йде і рульове управління з прогресивною характеристикою.
Ауді оновила систему мультимедіа Q3 для моделі 2022 року. Тепер всі комплектації авто оснащуються актуальним інформаційно-розважальним інтерфейсом Audi MIB 3.  
Audi Q3 2023 року отримала стандартні світлодіодні фари у всіх специфікаціях.   
З 2024 року всі комплектації Q3 отримують стандартний адаптивний круїз-контроль.   

### RS Q3

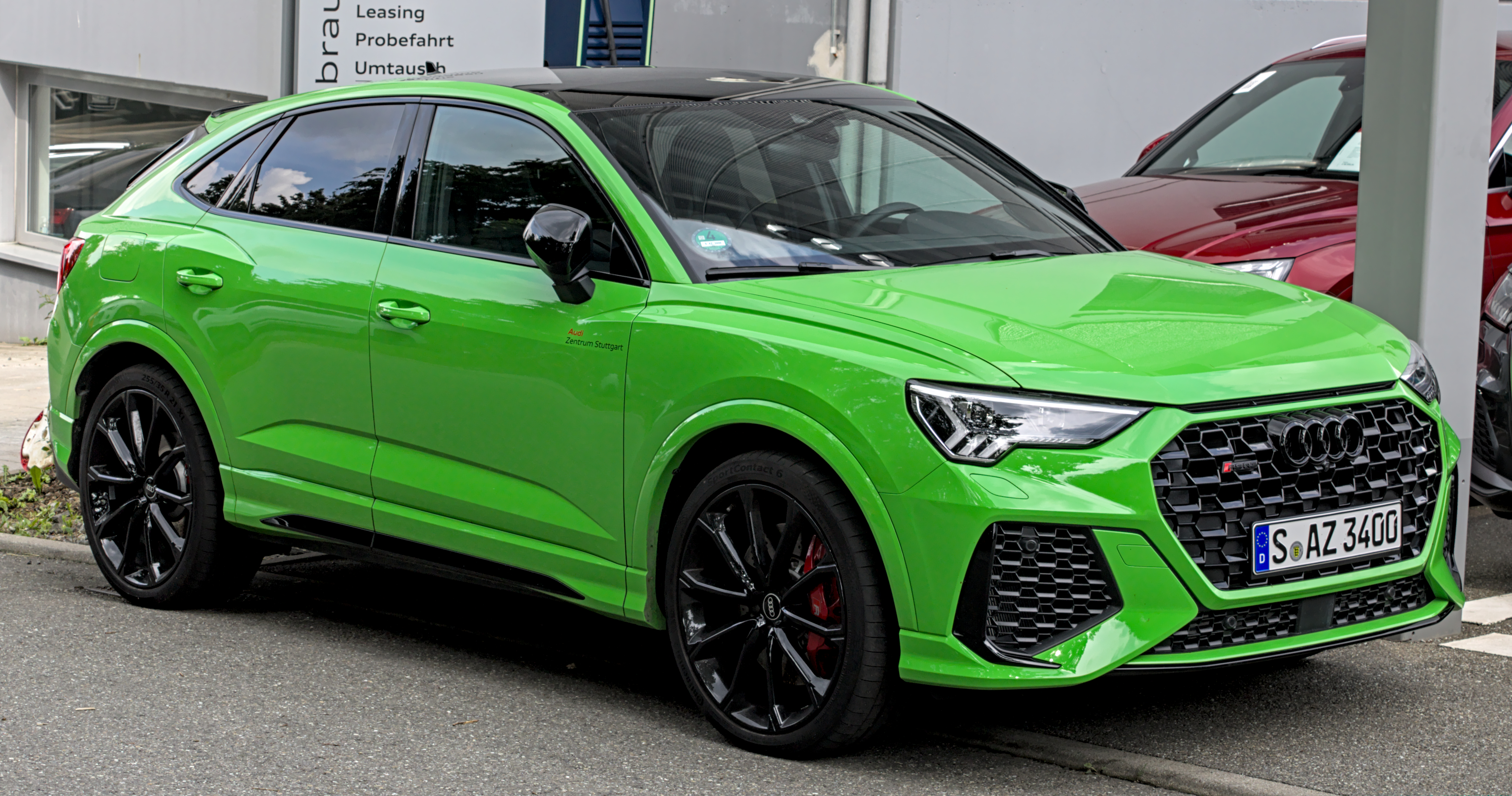
Audi RS Q3 Sportback

Версія RS Q3 другого покоління була представлена у вересні 2019 року. Вона комплектується турбобензиновим 2.5-літровим двигуном, який встановлювався також і на попереднє покоління моделі але його потужність збільшено до 400 к.с. і 480 Нм крутного моменту. З ним автомобіль набирає сотню за 4.5 с., максимальна швидкість обмежена 250 км/год.

### Двигуни
- 1.4 л TFSI EA211 I4 + електродвигун 225 к.с.
- 1.5 л TFSI EA211evo I4 150 к.с.
- 2.0 л TFSI EA888 I4 190 к.с.
- 2.0 л TFSI EA888 I4 230 к.с.
- 2.5 л TFSI EA855evo I5 400 к.с. (RS Q3)
- 2.0 л TDI EA288evo I4 150/190/200 к.с.

## Третє покоління FJ
Третє покоління Q3 було представлено 16 червня 2025 року. Автомобіль збудовано на платформі MQB Evo. Дизайн моделі натхненний третім поколінням Q5. 
Продажі в Німеччині розпочнуться наприкінці 2025 року.

### Двигуни
- 1.5 л TFSI I4
- 2.0 л TFSI I4
- 2.0 л TDI I4
- 1.5 л TSI PHEV I4